# Portada/efemèride juliol 21
Práxedes Mateo Sagasta
« 20 de juliol · 21 de juliol · 22 de juliol »